# Pa d'espècies
El pa d'espècies (en francès pain d'épices o pain d'épice) és una mena de pa de pessic, és a dir un pastís amb mel i diverses espècies com la canyella, el coriandre, el gingebre o l'anís estelat.
S'ha escampat com a pastís de rebosteria de Nadal gràcies a les xarxes monàstiques del nord d'Europa, especialment al domini germànic i després al nord-est de l'actual França, principalment a Dijon, Reims o Alsàcia.

## Història
L'antecessore del pa d'espècies és el pa de mel. Era conegut pels antics egipcis i grecs (Aristòfanes anomena el "melitounta" fet amb farina de sèsam i recobert de mel i Ateneu de Naucratis que va viure a Alexandria cap al 200 dC evoca el "melilata" fet a Rodes), després pels romans (Plini el Vell cita el "panis mellitus" dels soldats). Aquest pa de mel era fet de diferents farines i mel, sense espècies.
Durant les croades als segles XII i XIII els europeus al seu torn van descobrir aquest pa de mel i espècies orientals: se n'emporten la recepta a Alemanya i França on es difon per mitjà de xarxes monàstiques, en particular per monjos cistercencs. Regions com Alsàcia o ciutats com Reims i Dijon han adquirit una gran reputació en la fabricació de pa d'espècies amb receptes específiques (tipus de farina, nombre d'espècies). Aquesta producció artesanal, que utilitzava terrissa vidriada o motlles de fusta esculpida, es va industrialitzar al segle xix i reestructurar a la fi del segle xx.
També, al segle xiii a la ciutat de Toruń a Polònia, va començar la producció de pa d'espècies. El pa d'espècies de Toruń (pierniki toruńskie/ piernik toruński) aviat es va fer famós i popular a tot el país i també a altres països europeus i després va ser introduït a Suècia pels immigrants alemanys. A Polònia, el pa d'espècies resta un dels pastissos nacionals tradicionals avui dia. Toruń té un museu del d'espècies, i la ciutat sovint es coneix com "la ciutat del pa d'espècies".

## Pa d'espècies de Dijon

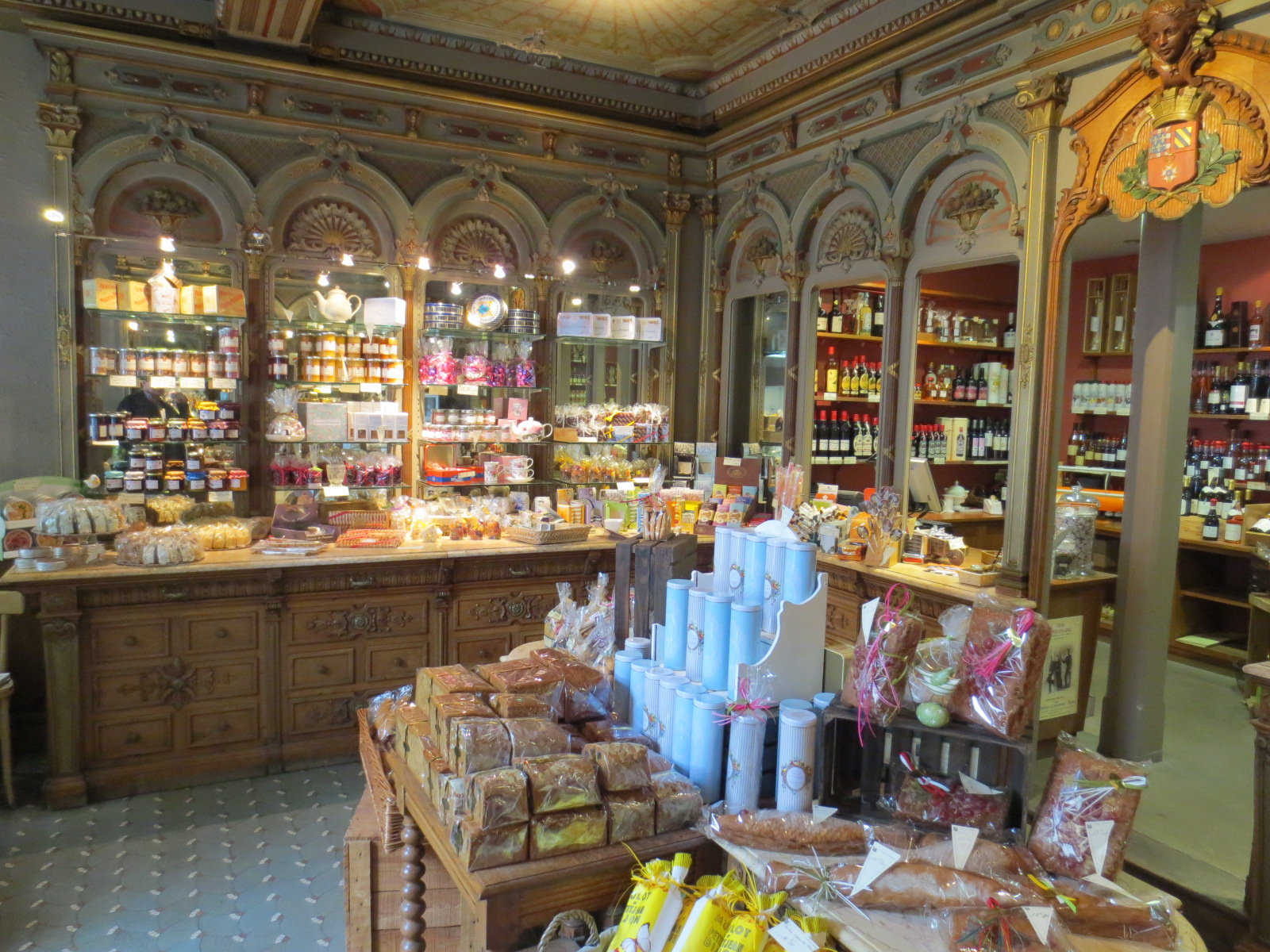
Botiga Mulot & Petitjean a Dijon

A Borgonya, hauria estat introduït al segle xiv per Margarida de Flandes, esposa del duc Felip l'Ardit, que va apreciar molt el "boichet" fetaamb farina de blat i mel blanca i la va fer conèixer a Dijon (però és esmentat als comptes de cuina de la cort de Flandes ja el 1348). Una variant que utilitza farina de mill i anomenada "pain de gaulderie" va aparèixer a la fi del segle xv, va suplantar el boichet i es va mantenir fins al segle xviii.
La primera menció coneguda del pa d'espècies a Dijon remunta a una ordenança d'Enric IV l'any 1595 sobre l'estatut dels pastissers de la ciutat. Hem d'esperar fins al 1711 per trobar esment d'un "pa d'espècies" venut per un tal Bonnaventure Pellerin, hostaler. Però va ser Barnabé Boittier, la família del qual era originària de Langres, qui va posar engegar la producció de pa d'espècies a Dijon i va prosperar durant la Revolució i l'Imperi. L'any 1804 va fer publicar aquest anunci a Le journal de la Côte d'Or : "El Sr. Boittier, fabricant de tota mena de pa d'espècies, a la manera de Reims i Montbeillard, elabora pa d'espècies saludable, i tota mena de croquets de pasta d'ametlla i flor de taronger. Té un gran assortiment de tots aquests objectes per al dia de Cap d'any". El negoci, ben llançat, va ser reprès l'any 1838 per Louis Mulot i després pel seu fill. L'any 1901 va passar a mans del gendre d'aquest darrer, Louis-Auguste Petitjean, que va fundar la casa Mulot et Petitjean, que encara existeix el 2018 i que perpetua la tradició del pa d'espècies de Dijon.
El pa d'espècies de Dijon es caracteritza per la seva pasta mare pastada amb farina de blat, mel i sucre que reposa durant dues setmanes abans de rebre els rovells d'ou, la pasta mare i els aromes (sobretot l'anís) tenint cura del baix contingut en greix inferior a 3 %.
Altres fàbriques van néixer a Dijon a la segona meitat del segle xix XIX: una dotzena estaran actives fins després de la Segona Guerra Mundial. L'any 1911, dotze fàbriques donaven feina a 170 personnes i produïen 3 tones al dia. El 1940, catorze fàbriques donaven feina a 300 obrers i produïen 25 tones diàries. La casa Philbée creada el 1895 es desenvolupa durant la guerra del 1914-1918 fornint les darreries bàsiques dels soldats: tindrà fins a 100 treballadors mentre que la resta de fàbriques es mantenen modestes amb una vintena d'emprats. Després d'una caiguda durant la Segona Guerra Mundial, la producció de pa d'espècies va assolir el màxim l'any 1956 amb 4500 tones, després les fàbriques van tancar una rere l'altra mentre s'organitzava la gran indústria alimentària, que va reestructurar el sector.
La producció de pa d'espècies es va concentrar als anys 50 i 60 a les fàbriques Unimel, creades el 1958 a partir de la fusió de Brochet Frères de Besançon i Philbée de Dijon. El grup va evolucionar cap a Générale Alimentaire que finalment va ser absorbida l'any 1982 per BSN, que després esdevingué Danone. Posteriorment, passat per diversos grups com LU amb la marca Prosper, ara el pa d'espècies industrial es fabrica sota la marca Vandamme, que pertany al grup alimentari nord-americà Kraft Foods d'ençà del 2007.
Actualment, tan solament resta una fàbrica tradicional de pa d'espècies a la ciutat dels ducs de Borgonya: Mulot i Petitjean.

## Pa d'espècies de Reims
A la resta de França l'itinerari del pa d'espècies és més disputat. Sembla que s'ha estès principalment a l'extrem orient del país: a la Xampanya a Reims, a la Lorena a Nancy i més tard a la Borgonya a Dijon. Altres pistes fan referència al paper de sant Gregori de Nicòpolis, bisbe armeni de la fi del S. XX, que va acabar la seva vida d'ermità a Pithiviers. Hauria gaudit d'un pastís fet segons el costum del seu país "amb farina de sègol, mel i espècies". La Confraria del pa dd'espècies de Sant Gregori de Nicòpolis conserva aquest record a Pithiviers.
La ciutat de Reims apareix com el centre de la fabricació del pa d'espècies a l'Edat Mitjana, basant la seva fama en "l'excel·lència de les mels de xampany i les habilitats dels seus mestres forners". Aquests van ser incorporats a una corporació el 1571, reconeguda oficialment el 1596 per Henri IV. Reims va proveir els mercats de París i la seva fama brilla al S. XVIII en diccionaris, almanacs i enciclopèdies que assimilen "pa d'espècies" i "pa d'espècies de pessic de Reims". L'enciclopèdia de Diderot informa que el pa d'espècies s'utilitza com a cataplasma en cirurgia.
Entre les estampes de la Cris de París de 1774, el Musée Carnavalet de París té la representació d'un venedor ambulant que porta la inscripció: "Aquest és el bon pa d'espècies de Reims".
La producció serà concurrenciada per Dijon durant el S. XIX i si continua fins a la Segona Guerra Mundial, després desapareix, deixant lloc tan solament a les produccions artesanals i gastronòmiques.
La designació "pa d'espècies de Reims" es reserva per al pa d'espècies fet amb farina de sègol, mentre que el nom "pa d'espècies de Dijon" o "pa d'espècies a l'estil de Dijon" es reserva per al pa d'espècies la farina del qual és majoritàriament farina de blat. El pa d'espècies de Reims original no conté ous, mantega ni llet. La farina de sègol era mesclada en fred amb mel (de castanya?) i espècies, en acabat la pasta obtinguda reposava durant sis setmanes abans de cocció.

## Pa d'espècies als Països Baixos
- Pa d'espècies de Deventer
- Pastís de fira dels Països Baixos

## Pa d'espècies a Alsàcia

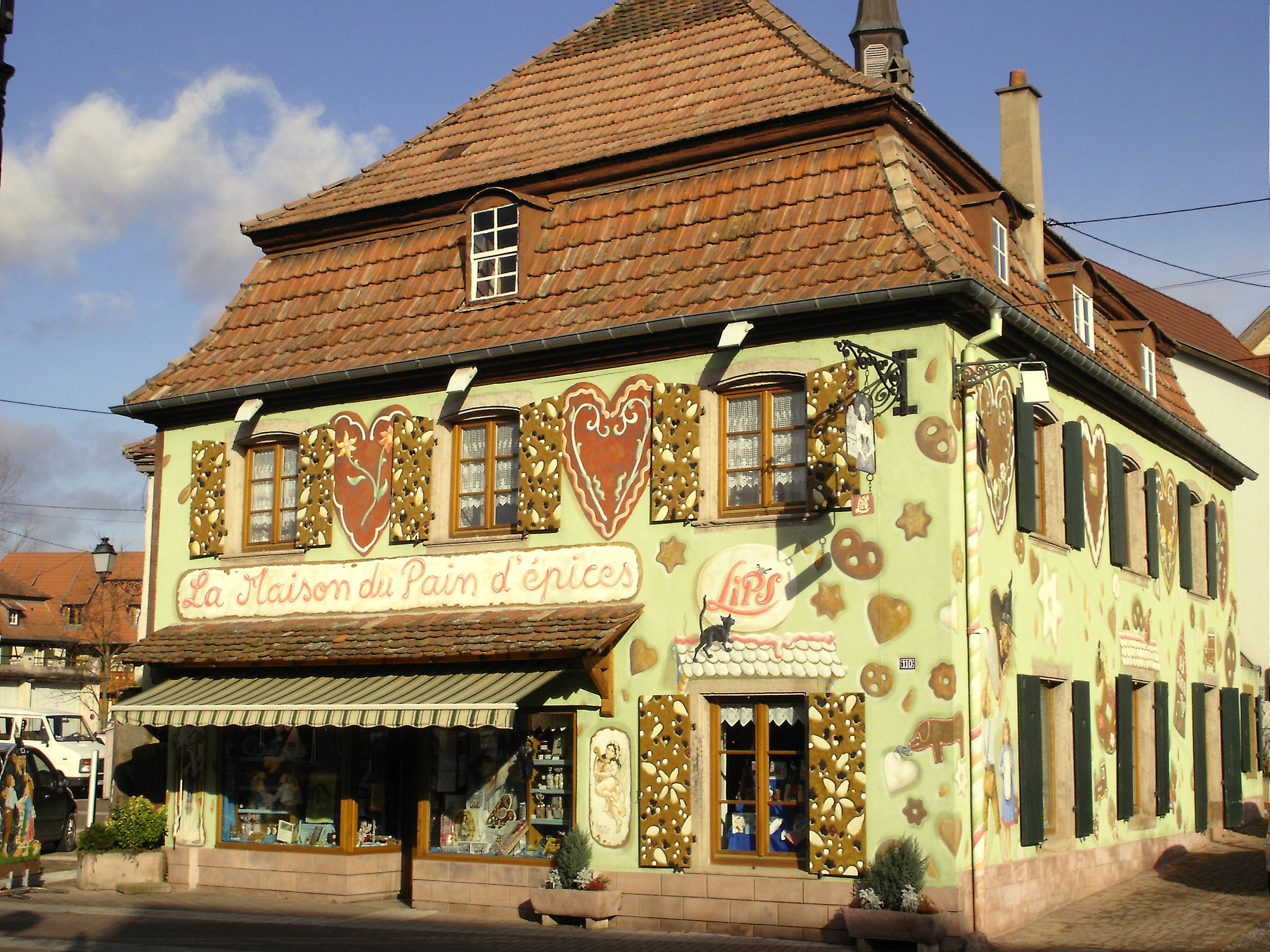
Museu del pa d'espècies i de l'art popular alsacià a Gertwiller

El pa d'espècies - Lebkuchen, en alemany- s'esmenta per la rimera vegada a Ulm l'any 1296, després la seva presència es va estendre per tot el domini germànic com a Bohèmia o Alsàcia on s'assenyala el 1412 o el 1453 a les taules dels monjos cistercencs de Marienthal durant les celebracions de Nadal. També és conegut a Flandes, en particular a Gant, residència dels ducs de Borgonya, o a la Suïssa germanòfona. Montaigne el menciona al costat de la ciutat de Constança el 1580.
Tradicional als monestirs alsacians a l'època de Nadal, el pa d'espècies fou adoptat per la població i els forners de la regió van fundar l'any 1476 la corporació de "Meisterlebzelter", mestres del pa d'espècies, que evolucionaran el 1643, en corporació de "Lebküchler" que trien com a emblema un ós de pretzel reprès pels fabricants moderns.
La producció s'estén a les petites ciutats com Gertwiller on la producció ocupa nou empreses l'any 1900. Avui dia en resta dues i la ciutat ha obert un museu del pa d'espècies i de l'art popular alsacià que retrata la història d'aquest pastís. Hi ha motlles antics, talla-bescuits i documents iconogràfics. És al costat de l'obrador de pa d'espècies, que també es pot visitar.
El pa d'espècies roman una de les marques distintives de la pastisseria alsaciana avui dia. La seva recepta inclou, a més de farina, mel i quatre espècies (canyella, clau, gingebre, anís), ous, mantega i sucre.

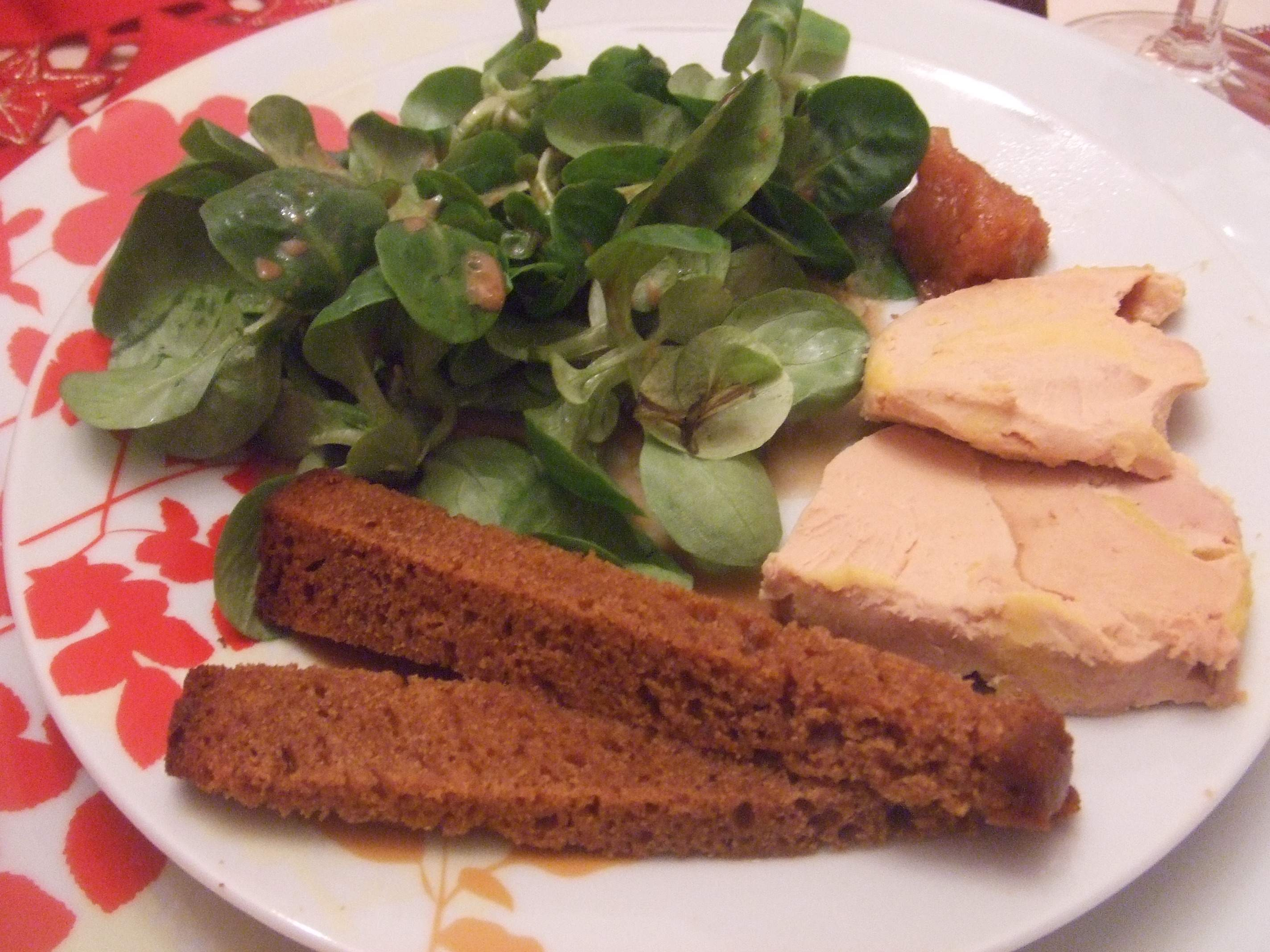
Plat alsacià: fetge gras i pa d'espècies

## La nonnette

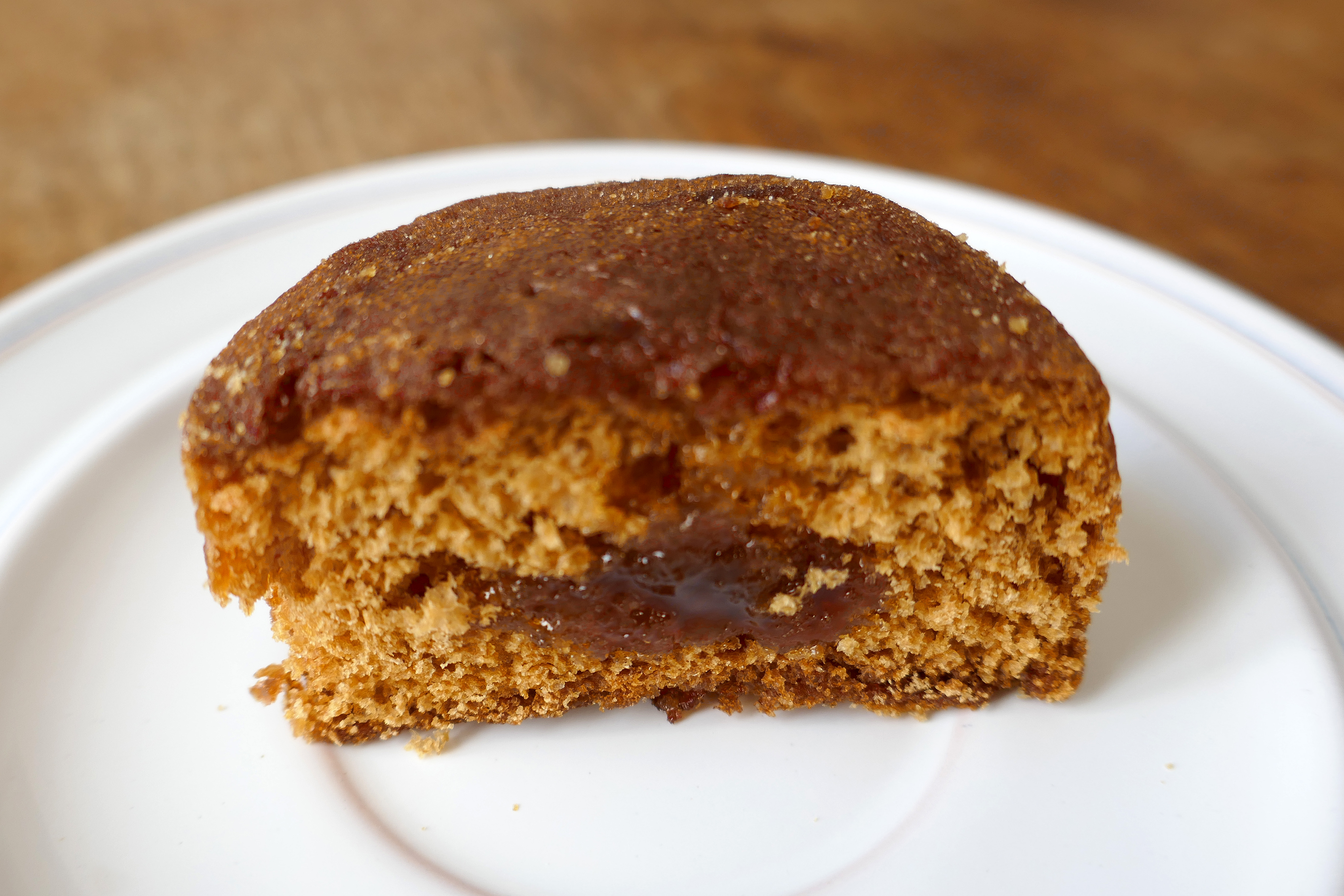
Tall de nonnette

La nonnette (literalment 'mongeta, monja petita') és un pastisset de pa d'espècies originalment farcit de melmelada de taronja però avui de grosella negra, albercoc i caramel. Nascuda a Reims, ha esdevingut una especialitat reconeguda de Dijon i de la Borgonya però es troba també a altres llocs (a Alsàcia per exemple, farcida de nabius). Deu el seu nom a les monges que en van fer la seva especialitat en temps de Nadal.

## Esdeveniments
- "L'art del pa d'espècies a la Croàcia del Nord" va ser declarat patrimoni cultural immaterial per la UNESCO el dia 16 de novembre del 2010[20]
- Cada any a la ciutat de Toruń, Polònia, es té un Festival del pa d'espècies (Święto Piernika) en commemoració de la tradició de fer pa d'espècies, que remunta a l'Edat Mitjana.
- Durant les vacances, les famílies del Quebec es diverteixen fent cases de pa d'espècies.
- Cada any el 25 de novembre, el porquet de pa d'espècies és el símbol de la Fira de Sainte-Catherine a Vesoul (França). Tradicionalment, s'ofereix molt en famílies, engalanat amb el nom de pila de la persona que el rep.

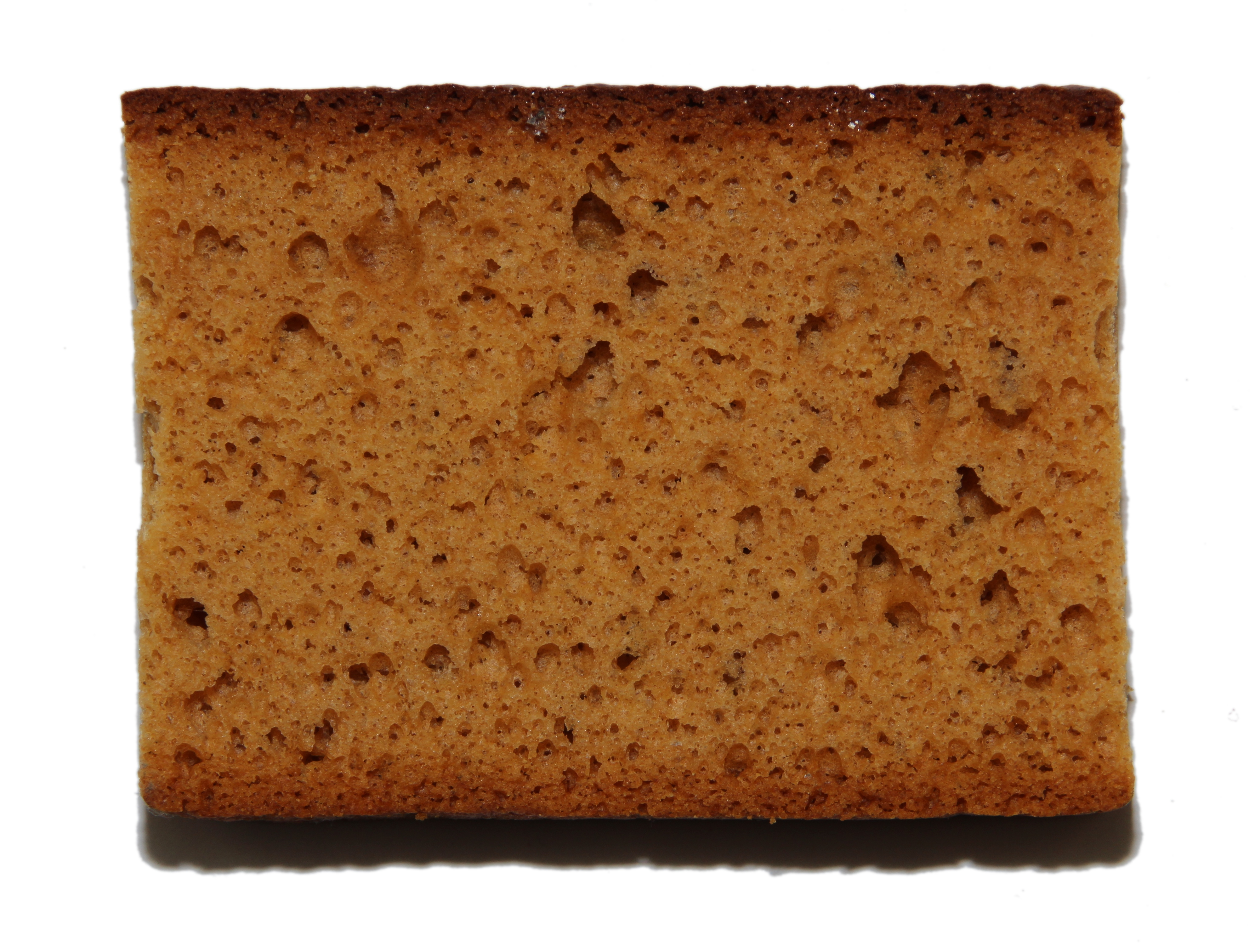
Llesca de pa d'espècies industrial.
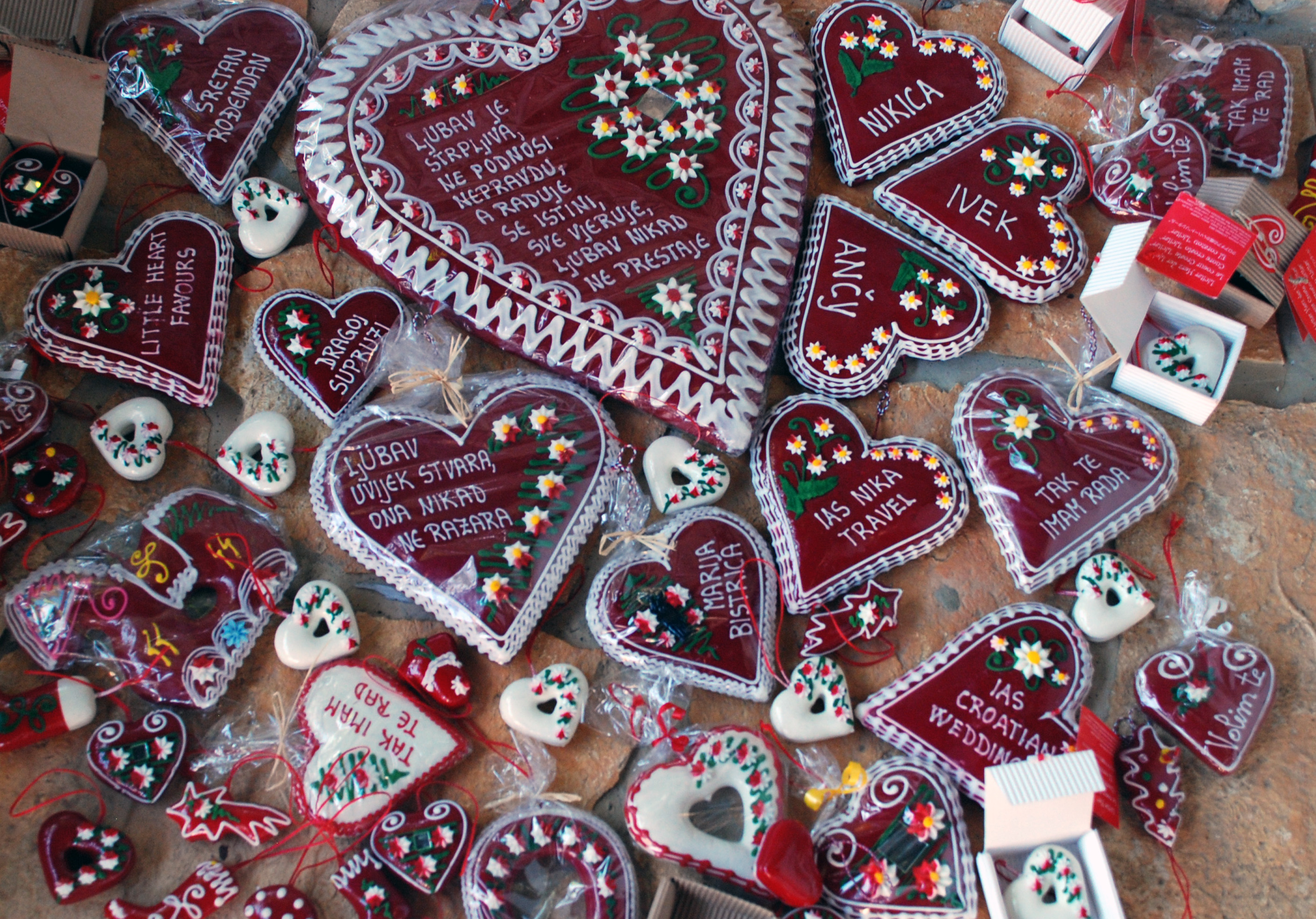
Licitar al nord de Croàcia.
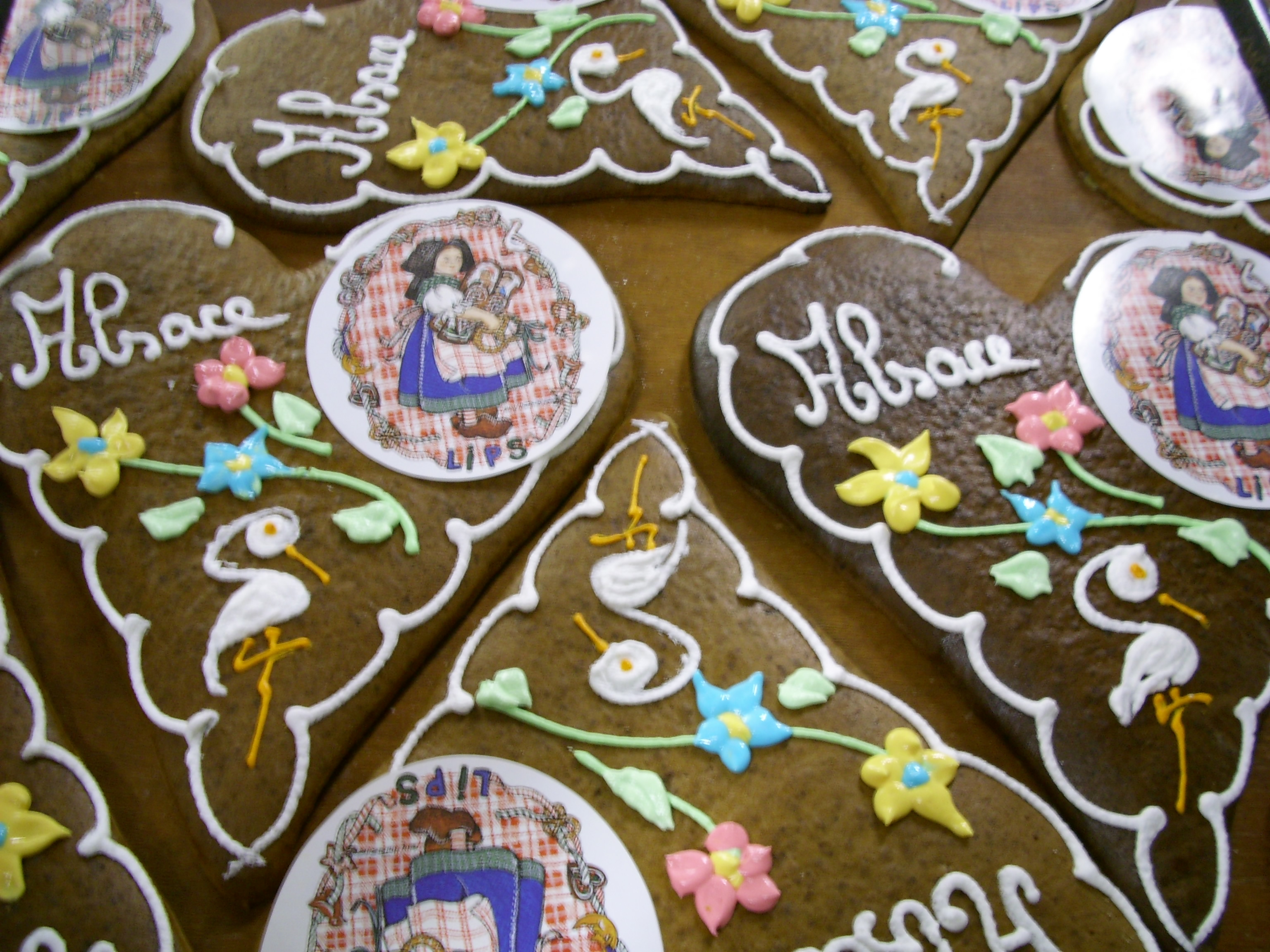
Pa d'espècies de Gertwiller a Alsàcia.
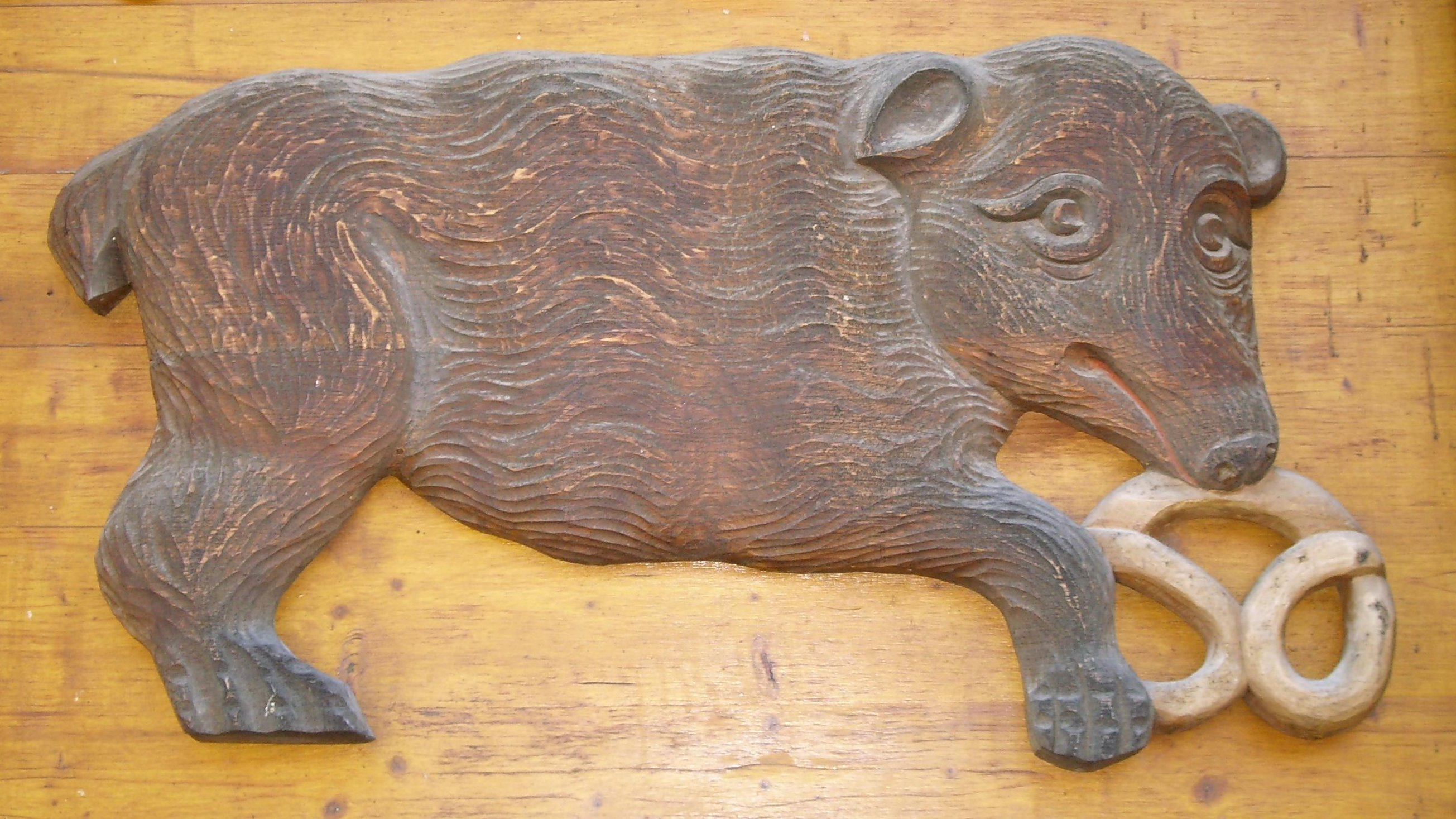
Ós sostenint un pretzel, emblema del pa d'espècies a l'edat mitjana.
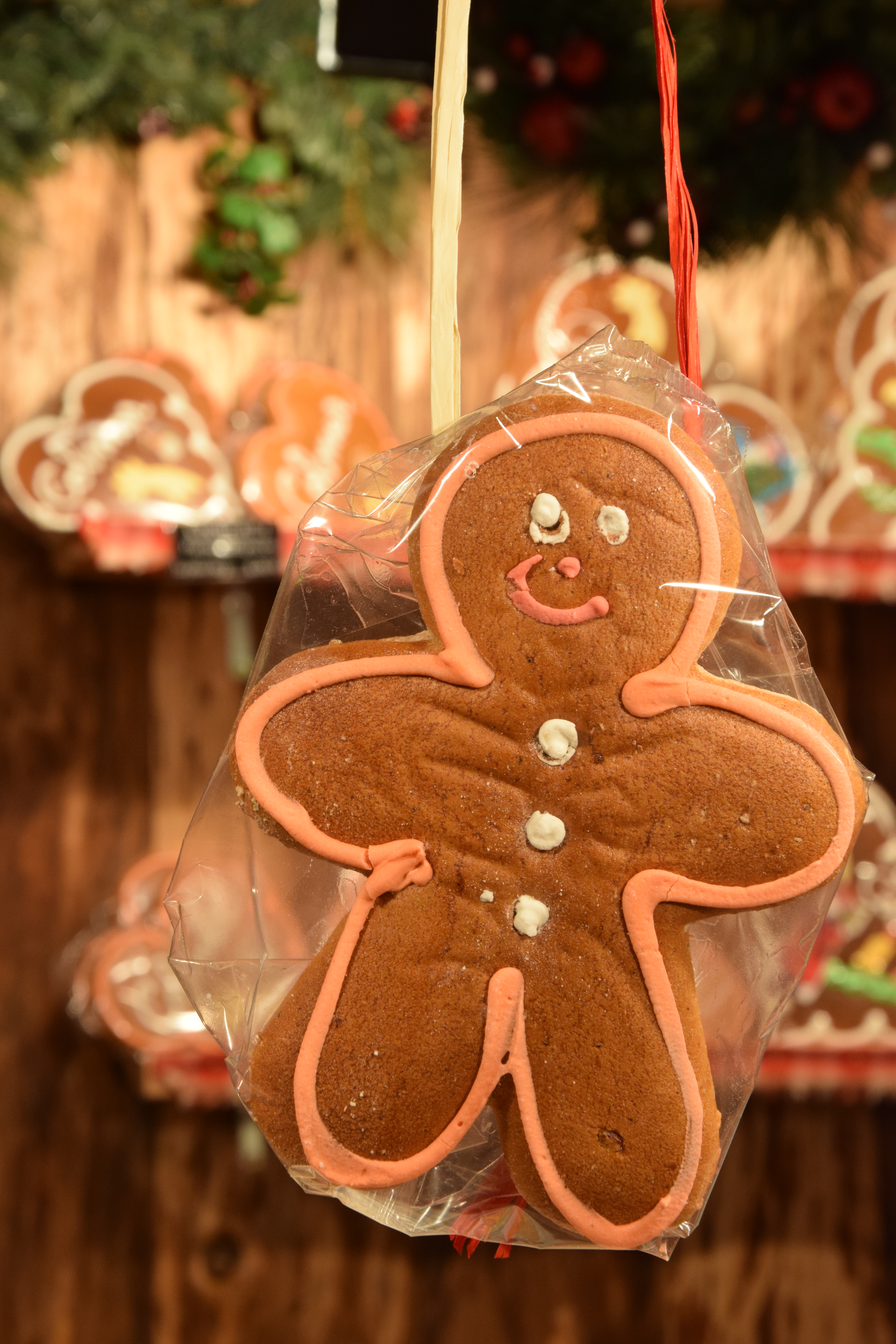
Home de pa d'espècies.
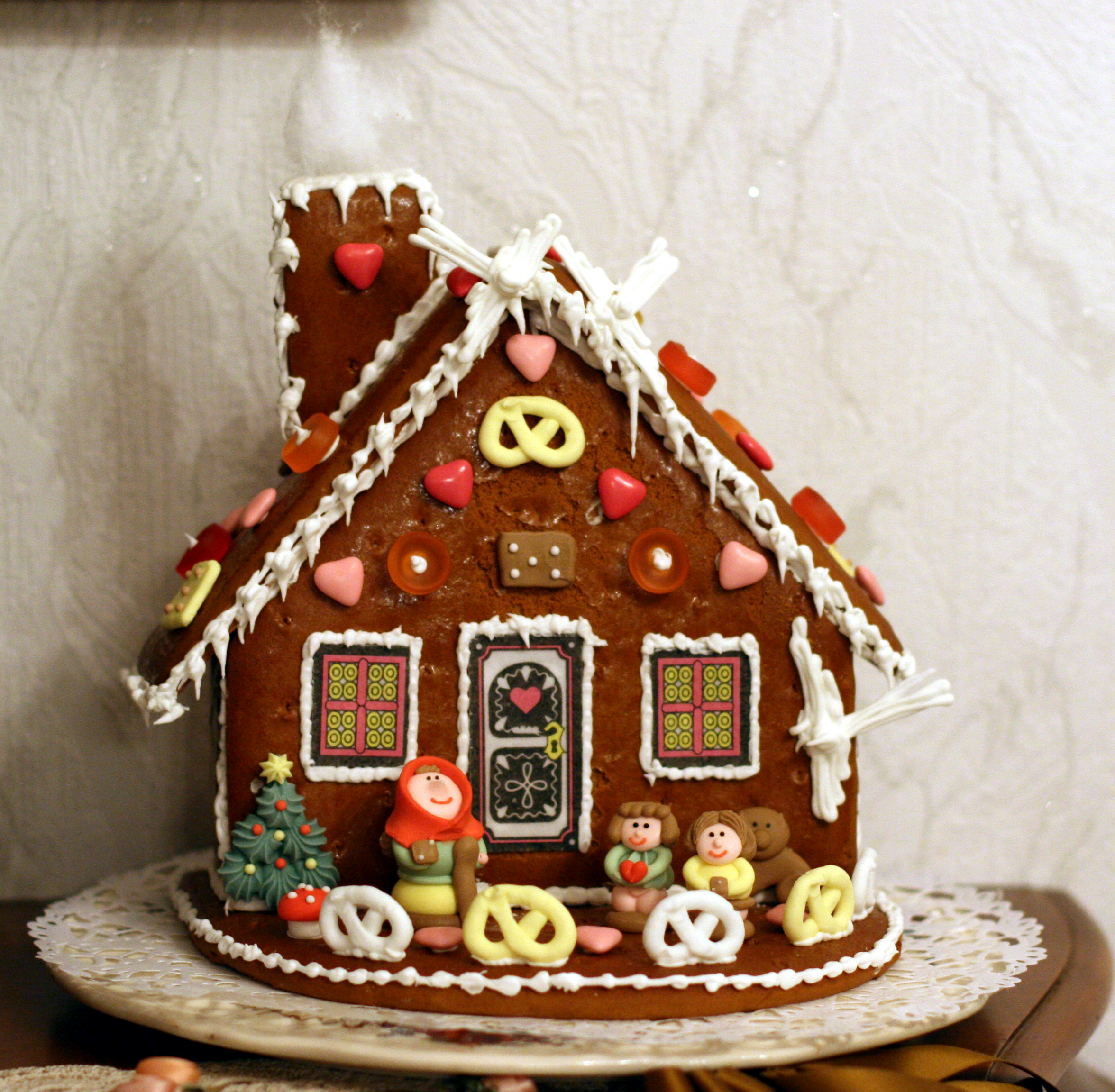
Casa d'espècies del conte de Hansel i Gretel.